# قشلاق صوفی حسن
 روستای صوفی حسن' یک روستا در ایران است که در آذربایجان شرقی واقع شده‌است. روستای صوفی حسن ۲۹ نفر جمعیت دارد.